# خليل باشا
خليل باشا أو قيصر يلي باشا ولد في مدينة بستك وهي مدينة كبيرة توجد في إيران على ساحل الخليج وتلقى تدريبه وخبرته العسكرية هناك ثم انتقل لأنقرة للدراسة في الجامعة العسكرية المدفعية وتخرج منها وشارك في الحروب ضد الثوار المصريين وقد ساعدت خبرته في المدافع في كثير من الاحيان بسحق الجيش المصري وشارك أيضا في حروب البلقان وسحق المتمردين هناك حتى تمت تسميته جلاد الثوار وتولى مصر للفترة (1631 إلى 1632م).